# Čonbuk Hyundai Motors
Čonbuk Hyundai Motors, korejsky 전북 현대 모터스, anglicky přepisováno Jeonbuk Hyundai Motors, je jihokorejský fotbalový klub sídlící ve městě Čondžu. Hraje od roku 1994 nepřetržitě nejvyšší soutěž K League Classic.

## Získané trofeje
- K League Classic (9×)
  - 2009, 2011, 2014, 2015, 2017, 2018, 2019, 2020, 2021

- Korean FA Cup (5×)
  - 2000, 2003, 2005, 2020, 2022

- Korean Super Cup (1×)
  - 2004

- AFC Champions League (2×)
  - 2006, 2016